# Eosembia auripecta
Eosembia auripecta är en insektsart som beskrevs av Ross 2007. Eosembia auripecta ingår i släktet Eosembia och familjen Oligotomidae.
Artens utbredningsområde är Thailand. Inga underarter finns listade i Catalogue of Life.